# Фрідріх Пашен
Луї́с Карл Ге́нріх Фрі́дріх Паше́н (нім. Louis Karl Heinrich Friedrich Paschen; 22 січня 1865, Шверін, Королівство Пруссія тепер Німеччина — 25 лютого 1947, Потсдам, Німеччина) — німецький фізик-експериментатор. Член Берлінської академії наук (1925), іноземний почесний член Академії наук СРСР (1930). Відомий своїми науковими роботами в галузі атомної спектроскопії й квантової теорії випромінювання.

## Біографічні дані
Пашен народився в Шверіні (герцогство Мекленбург-Шверін, Королівство Пруссія).
У 1884–1888 роках навчався в Берлінському та Страсбурзькому університетах і отримав (1988) ступінь доктора філософії. В 1888–1891 роках працював асистентом професора Вільгельма Гітторфа (нім. Wilhelm Hittorf) у Мюнстерскій академії, а у 1891—1901-х був співробітником професора Генріха Кайзера (нім. Heinrich Gustav Johannes Kayser) й лектором Фізичного інституту Вищої технічної школи у Ганновері, де став професором у 1893 році. У 1901-му отримав посаду професора фізики Тюбінгенського університету.
1924 року став президентом Імперського фізико-технічного інституту, замінивши на цій посаді Вальтера Нернста (див. Physikalisch-Technische Reichsanstalt). 1925 року отримав звання доктора гонорис кауза від Берлінського університету, у якому викладав до кінця свого життя. 1933 року, після приходу до влади нацистів його було звільнено з посади президента Імперського фізико-технічного інституту. У 1943 дім Пашена в Шарлоттенбурзі був зруйнований. У 1947 році він захворів на пневмонію, в результаті чого і помер.
На честь вченого названо астероїд головного поясу 12766 Пашен (12766 Paschen) — відкритий 9 листопада 1993 року.

## Наукові здобутки
- 1889 року, при вивчення явища електричного пробою між плоскими електродами у газі, відкрив відомий закон Пашена та графічно зобразив залежність напруги пробою від добутку тиску на відстань між електродами (крива Пашена).

- В Ганновері Ф.Пашен займався в основному проблемою випромінювання чорного тіла. 1897 року точними вимірюваннями підтвердив справедливість закону Стефана — Больцмана, а в 1899-му провів ретельну перевірку справедливості закону зміщення Віна.

- В Тюбінгені Ф.Пашен займався вивченням атомних спектрів, перетворивши свою лабораторію в один з головних спектроскопічних центрів Європи. 1908 року спостерігав у інфрачервоній частині спектру водню серію ліній, передбачену незадовго перед цим Вальтером Рітцем (нім. Walter Ritz) (серія Пашена). У подальшому Нільс Бор пояснив (1913) її появу в рамках своєї концепції квантування: ця серія є результатом квантових переходів на рівень з квантовим числом {\displaystyle n=3} з усіх вищих рівнів енергії. 1916 року паралельно з Евансом (англ. E. J. Evans)[4][5] і Альфредом Фаулером (англ. Alfred Fowler)[6] експериментально підтвердив допущення Бора про те, що серія Пікерінга і гіпотетична «головна серія водню» можуть бути віднесені до спектру іонізованого гелію (з врахуванням поправки на приведену масу електрона). Ці ж дослідження (1916) спектру гелію виявились повністю узгодженими з розрахунками тонкої структури спектру, проведеними Арнольдом Зоммерфельдом з врахуванням релятивістських поправок (1920).

- 1912 року разом з Ернстом Баком (нім. Ernst Emil Alexander Back) Ф. Пашен виявив, що в сильних магнітних полях спостерігається спрощення складної структури ефекту Зеемана: аномальне розщеплення переходить в нормальне (зееманівський триплет). Це явище отримало назву ефекту Пашена — Бака.

- Ф. Пашен є автором низки нових конструкцій вимірювальних приладів (високочутливі радіомікрометр і гальванометр, увігнута дифракційна ґратка, порожниста катодна лампа тощо), нових джерел світла. Свої розробки він використовував для проведення рекордних за точністю вимірювань спектрів різних речовин (зокрема атмосферних газів — водяної пари й вуглекислого газу), виявлення їх тонких особливостей, дослідження дисперсії у речовинах таких як хлорид натрію, флуорид кальцію, сильвін), за що був нагороджений медаллю Румфорда (1928).

## Наукові публікації
- F. Paschen Ueber die zum Funkenübergang in Luft, Wasserstoff und Kohlensäure bei verschiedenen Drucken erforderliche Potentialdifferenz // Annalen der Physik. — 1889. — Vol. 273. — № 5. — P. 69—96.
- F. Paschen Ueber Gesetzmässigkeiten in den Spectren fester Körper // Annalen der Physik. — 1897. — Vol. 296. — № 4. — P. 662–723.
- F. Paschen Zur Kenntnis ultraroter Linienspektra. I. (Normalwellenlängen bis 27000 Å.-E.) // Annalen der Physik. — 1908. — Vol. 332. — № 13. — P. 537–570.
- F. Paschen, E. Back Normale und anomale Zeemaneffekte // Annalen der Physik. — 1912. — Vol. 344. — № 15. — P. 897–932.
- F. Paschen Bohrs Heliumlinien // Annalen der Physik. — 1916. — Vol. 355. — № 16. — P. 901–940.
- F. Paschen Das Spektrum des Neon // Annalen der Physik. — 1919. — Vol. 365. — № 21. — P. 405–453.
- F. Paschen, R. Götze Seriengesetze der Linienspektren — Berlin: Julius Springer, 1922. — 154 p.